# 小文惠廉
小文惠廉（William Jones Boone, Jr.，1846年5月17日—1891年10月5日）是上海第四任圣公会主教。
小文惠廉是上海第一任圣公会主教文惠廉的次子，1846年5月17日生于中国上海，就读于普林斯顿大学和弗吉尼亚神学院，1868年在弗吉尼亚州彼得斯堡成为会吏，1884年10月28日接任美国圣公会中国教区主教。1891年10月5日在上海去世。
小文惠廉是美国圣公会第135位主教。